# ファクンド・ワレル
ファクンド・フェデリコ・ワレル・マルティアレーナ（Facundo Federico Waller Martiarena , 1997年4月9日 - ）は、ウルグアイ・コロニア県コロニア・デル・サクラメント出身のプロサッカー選手。リーガMXのアトレティコ・サン・ルイスに所属している。ポジションはMF。

## 来歴
2013-14シーズン途中に、当時セグンダ・ディビシオン・プロフェシオナル (2部)で戦っていたクラブ・プラサ・デ・デポルテス・コロニアのトップチームに昇格し、2014年4月20日のロチャFC戦でプロデビュー。2015-16シーズンにトップリーグに昇格。2017年3月20日のIAスド・アメリカ戦で、プロ初ゴールを決めた。2018年にローン移籍でナシオナル・モンテビデオに加入したものの、リーグ戦不出場に終わり、翌2019年シーズンに古巣に復帰。同年シーズンはリーグ戦30試合出場で自己最多の6ゴールを決めた。2020年8月13日、クラブ・ウニベルシダ・ナシオナルにシーズン終了までのローンで移籍。
2021年7月10日、アトレティコ・サン・ルイスに移籍。

## 代表経歴
2017年の南米ユース選手権に、U-20のウルグアイ代表として出場し優勝を経験。2017 FIFA U-20ワールドカップのメンバーにも選出。しかし、グループリーグ第1戦のイタリア戦で、前半30分で負傷し、大会終了を余儀無くされた。2020年には2020年東京オリンピック出場権を懸けてU-23代表でプレーしている。